# ヌラーゲ

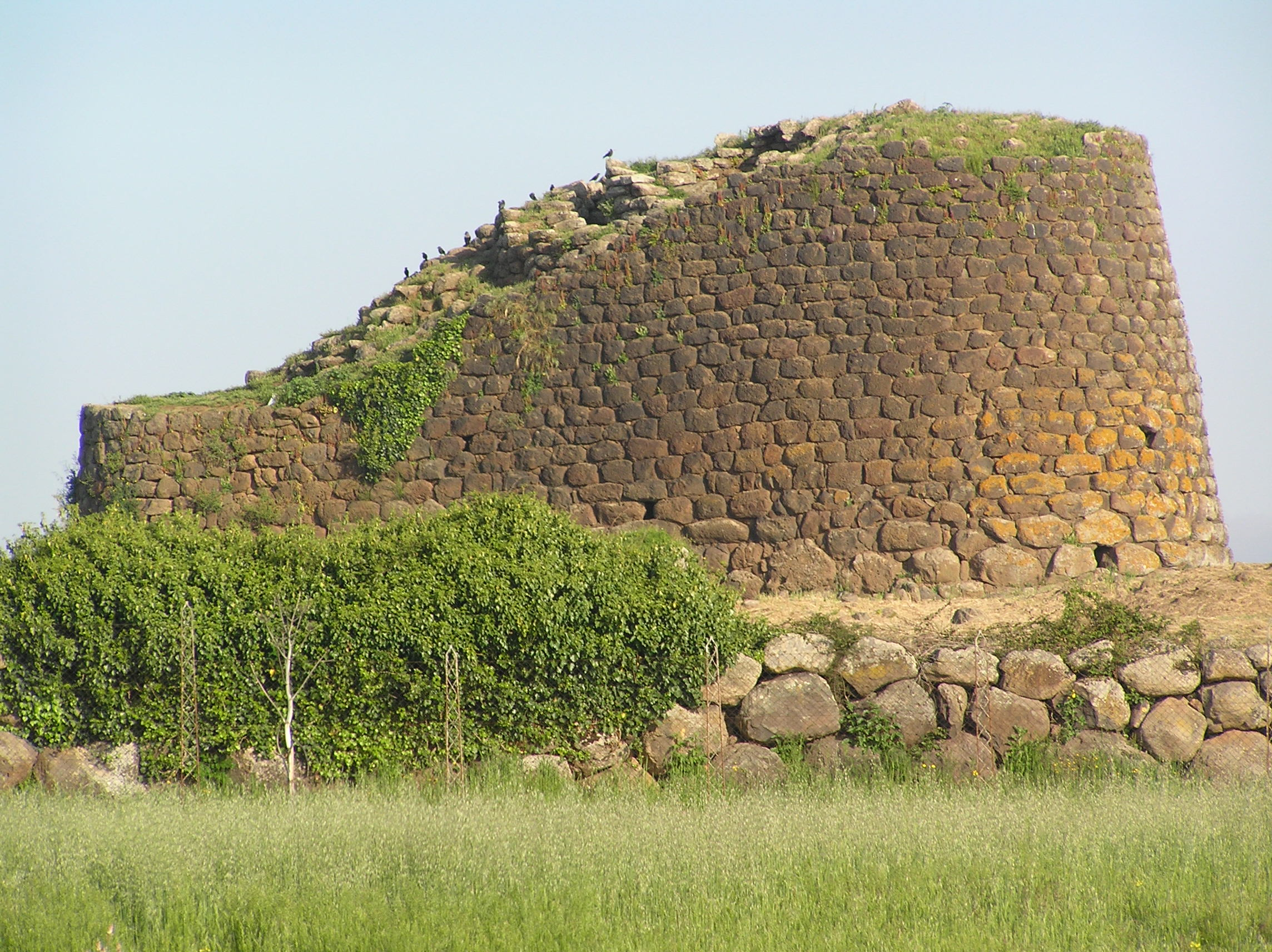
ヌラーゲ・ローザ

ヌラーゲ (サルデーニャ語: nuraghe) は、イタリアのサルデーニャ島全域に見られる巨大な先史時代の建造物である。
大きな石を塔のような形状に積み上げて作られている。紀元前2000年より前から、カルタゴに征服された紀元前550年頃まで作られていたと見られる。20,000ほどのヌラーゲが作られたと見られ、現在では7,000から8,000ほど残っている。
中でも、バルーミニにあるスー・ヌラージは世界遺産となっている。